# Гіпопотам (фільм)
«Гіпопотам» — британська комедійна стрічка 2017 року, знята на основі однойменного роману Стівена Фрая.

## Сюжет
Колишній поет — Тед Воллес уже давно не створював поезій, а останнім часом пише рецензії на неважливі п'єси та багато випиває. Через чергову суперечку Теда звільняють. Неочікувано з'являється похресниця Теда Джейн, яка щедро платить йому за розслідування низки чудес, які спостерігались у їхньому сімейному маєтку. 
Несподівано кілька людей, що мешкають у будинку отруюються рослиною, яка не росте в цьому регіоні. Тед вважає, що це робить Девід, який уже мав досвід зцілення інших. Воллес переслідує Девіда з Кларою та бачить як вона робить йому мінет. Тед перериває їх, Клара випадково кусає партнера. По дорозі з лікарні постраждалий говорить, що він має дар зцілення через його моральну чистоту та близькість до природи. Тед все це спростовує перед мешканцями маєтку, чим викликає злість і відразу інших. А Девід вчиняє самогубство, але його вчасно рятують. 
Перебування у маєтку відродило в Теда віру в чудеса, бо він написав кілька віршів і працює над ще одним.

## У ролях
| Актор                | Роль           |
| -------------------- | -------------- |
| Роджер Аллам         | Тед Воллес     |
| Род Гленн            | Бассіанус      |
| Ендрю Александр      | Меттью Лейк    |
| Рассел Тові          | Руперт Кейнс   |
| Пол Боун             | Родді          |
| Емілі Беррінгтон     | Джейн Свонн    |
| Дін Рідж             | Саймон Логан   |
| Таіла Цуккі          | місіс Венс     |
| Фіона Шоу            | Енн Логан      |
| Томмі Найт           | Девід Логан    |
| Меттью Модайн        | Майкл Логан    |
| Тім Мак-Іннерні      | Олівер Міллс   |
| Емма Кертіс          | Клара Річмонд  |
| Лін Рене             | Валері Річмонд |
| Джеральдін Сомервіль | Ребекка Логан  |

## Створення фільму

### Виробництво
Зйомки фільму проходили в Бакінгемширі, Велика Британія.

### Знімальна група
- Кінорежисер — Джон Дженкс
- Сценаристи — Бланш Макінтайр, Том Годжсон, Джон Фіннмор, Робін Гілл
- Кінопродюсери — Адекса Селігман, Джей Тейлор
- Композитор — Самуель Карл Бон
- Кінооператор — Ангус Гадсон
- Кіномонтаж — Джон Річардс
- Художник-постановник — Стефан Коллонж
- Артдиректори — Айрін Морено Феліу
- Художник-декоратор — Керолайн Стейнер
- Художник з костюмів — Анні Гардіндж
- Підбір акторів — Даніел Габбард, Джемма Сайкс[2].

## Сприйняття

### Критика
Фільм отримав змішані відгуки. На сайті Rotten Tomatoes оцінка стрічки становить 54 % на основі 5 відгуків від критиків (середня оцінка 5/10) і 52 % від глядачів із середньою оцінкою 3,2/5 (168 голосів). Фільму зарахований «стиглий помідор» від кінокритиків та «розсипаний попкорн» від глядачів, Internet Movie Database — 6,4/10 (2 121 голос), Metacritic — 46/100 (4 відгуків від критиків).

### Номінації та нагороди
| Нагороди та номінації фільму «Гіпопотам» | Нагороди та номінації фільму «Гіпопотам»           | Нагороди та номінації фільму «Гіпопотам» | Нагороди та номінації фільму «Гіпопотам» | Нагороди та номінації фільму «Гіпопотам» | Нагороди та номінації фільму «Гіпопотам» |
| Рік                                      | Кінофестиваль/кінопремія                           | Категорія/нагорода                       | Номінант                                 | Результат                                |                                          |
| ---------------------------------------- | -------------------------------------------------- | ---------------------------------------- | ---------------------------------------- | ---------------------------------------- | ---------------------------------------- |
| 2017                                     | Міжнародний кінофестиваль «Міннеаполіс — Сент-Пол» | Вибір глядачів                           | Джон Дженкс                              | Номінація                                |                                          |